# العلاقات السريلانكية المالطية
العلاقات السريلانكية المالطية هي العلاقات الثنائية التي تجمع بين سريلانكا ومالطا.

## مقارنة بين البلدين
هذه مقارنة عامة ومرجعية للدولتين:
| وجه المقارنة                                              | سريلانكا                         | مالطا                                                     |
| --------------------------------------------------------- | -------------------------------- | --------------------------------------------------------- |
| المساحة (كم2)                                             | 65.61 ألف                        | 316                                                       |
| عدد السكان (نسمة)                                         | 21.44 مليون                      | 465.29 ألف                                                |
| الكثافة السكانية (ن./كم²)                                 | 326.78                           | 147.24 ألف                                                |
| العاصمة                                                   | سري جاياواردنابورا كوتي، كولمبو  | فاليتا                                                    |
| اللغة الرسمية                                             | اللغة السنهالية، اللغة التاميلية | اللغة المالطية، لغة إنجليزية                              |
| العملة                                                    | روبية سريلانكي                   | يورو، ليرة مالطية                                         |
| الناتج المحلي الإجمالي (بليون دولار)                      | 87.17 مليار                      | 12.54 مليار                                               |
| الناتج المحلي الإجمالي (تعادل القوة الشرائية) بليون دولار | 246.62 مليار                     | 14.68 مليار                                               |
| الناتج المحلي الإجمالي الاسمي للفرد دولار أمريكي          | 3.93 ألف                         | 22.60 ألف                                                 |
| الناتج المحلي الإجمالي للفرد دولار أمريكي                 | 11.11 ألف                        |                                                           |
| مؤشر التنمية البشرية                                      | 0.757                            | 0.839                                                     |
| رمز المكالمات الدولي                                      | +94                              | +356                                                      |
| رمز الإنترنت                                              | .lk،                             | .mt                                                       |
| المنطقة الزمنية                                           | ت ع م+05:30                      | توقيت وسط أوروبا، ت ع م+01:00، ت ع م+02:00، أوروبا/مالطا ‏ |

## منظمات دولية مشتركة
يشترك البلدان في عضوية مجموعة من المنظمات الدولية، منها:
| علم المنظمة | اسم المنظمة                               | تاريخ انضمام سريلانكا | تاريخ انضمام مالطا |
| ----------- | ----------------------------------------- | --------------------- | ------------------ |
|             | يونسكو                                    | 14 نوفمبر 1949        | 10 فبراير 1965     |
|             | وكالة ضمان الاستثمار متعدد الأطراف        | 27 مايو 1988          | 12 سبتمبر 1990     |
|             | الأمم المتحدة                             | 14 ديسمبر 1955        | 1 ديسمبر 1964      |
|             | دول الكومنولث                             | 1948                  | ?                  |
|             | الاتحاد البريدي العالمي                   | ?                     | ?                  |
|             | البنك الدولي للإنشاء والتعمير             | 29 أغسطس 1950         | 26 سبتمبر 1983     |
|             | المنظمة الهيدروغرافية الدولية             | ?                     | ?                  |
|             | الاتحاد الدولي للاتصالات                  | 1897                  | 1965               |
|             | منظمة حظر الأسلحة الكيميائية              | ?                     | ?                  |
|             | مؤسسة التمويل الدولية                     | 20 يوليو 1956         | 1 يونيو 2005       |
|             | المركز الدولي لتسوية المنازعات الاستشارية | 11 نوفمبر 1967        | 3 ديسمبر 2003      |
|             | منظمة التجارة العالمية                    | ?                     | ?                  |
|             | منظمة الشرطة الجنائية الدولية             | ?                     | ?                  |

## وصلات خارجية
- موقع وزارة الخارجية السريلانكية
- موقع وزارة الخارجية المالطية